# Silver Clef Award
Le Silver Clef Award est une cérémonie annuelle de remise de prix qui a lieu en Angleterre depuis 1976,,

## Histoire
L'organisation Silver Clef a été fondée en 1976 par des musiciens et des managers de l'industrie musicale britanniques
pour soutenir l'activité de Nordoff-Robbins Centre for Music Therapy. Plus tard, la remise du Silver Clef Award est devenu un événement social important

## Membres du comité
- Jury: David Munn
- Directeur: Audrey Hoare
- Producteur: Nicky Weller

## Catégories
- Silver Clef Award (pour la contribution à la musique britannique)
- Lifetime Achievement Prize
- Icon Award
- Meilleur concert international
- Meilleure nouvelle musique
- Meilleur groupe britannique
- Ambassadeur du Rock
- Meilleur concert classique
- Récompense de musique numérique

## Anecdotes
En 2009, le groupe de rock psychédélique Muse, a été nommé comme vainqueur de la récompense du Silver Clef Award. Le leader Matthew Bellamy s'est cependant opposé très honnêtement à cet honneur en déclarant son groupe "indigne" de recevoir un prix si prestigieux. L'organisation retenta donc l'expérience un an plus tard, et c'est ainsi qu'en 2010, le groupe obtient finalement ce prix. Le chanteur s'exprime alors avec les mots suivant, début avril au Daily Star: "Nous sommes enchanté de recevoir cette année le Silver Clef Award de Nordoff Robbins et rejoindre le rang des artistes tel Robert Plant, David Bowie, Pink Floyd, Elton John et The Who".

## Liste des gagnants
La liste complète des gagnants au fil des années peut être trouvée sur le site officiel.
- Ozzy Osbourne
- Morrissey
- Tears for Fears
- Cliff Richard
- Phil Collins
- Paul McCartney
- Brian Wilson
- Status Quo
- Oasis
- Eric Clapton
- Dire Straits
- Elton John
- Robert Plant
- Genesis
- Neil Young
- The Who
- Jon Bon Jovi
- John Mellencamp
- ZZ Top
- Ahmet Ertegün
- Aerosmith
- David Foster
- Pink Floyd
- N-Dubz
- Natalie Imbruglia
- Kylie Minogue
- The Corrs
- Muse - (2010)